# Jan Willem Loot
Jan Willem Loot (Breda, 15 december 1943 - Amsterdam, 6 februari 2021) was een Nederlands jurist en cellist. Hij was directeur van onder meer het Nederlands Philharmonisch Orkest (1985-1998) en Koninklijk Concertgebouworkest (1998-2008).

## Loopbaan
Loot studeerde rechten aan de Rijksuniversiteit Groningen en daarna cello bij René van Ast en Bertus van Lier.
Hij was directeur van achtereenvolgens het Overijssels Philharmonisch Orkest in Enschede en het Amsterdams Philharmonisch Orkest. Nadat laatstgenoemd orkest gefuseerd was met het Utrechts Symfonie Orkest (USO) en het Nederlands Kamerorkest (NKO) tot het Nederlands Philharmonisch Orkest (NedPho), was Loot van 1985 tot 1998 algemeen directeur van de stichting die het NedPho, het NKO en de toenmalige concertzalen in de Beurs van Berlage omvatte. Loot trok Hartmut Haenchen aan als chef-dirigent.
Van 1998 tot 2008 was Loot algemeen directeur van het Koninklijk Concertgebouworkest. Hij trok Mariss Jansons aan als opvolger van Riccardo Chailly. Ook bekleedde hij voorzitterschappen bij andere muziekorganisaties, zoals het Delft Chamber Music Festival en was hij voorzitter van het Bimhuis in Amsterdam. Van 2009 tot 2012 was Loot artistiek directeur van het Orchestre National de France in Parijs.

## Wetenswaardigheden
- Jan Willem groeide op in een gezin waar de dag begon met een half uur muziekstudie
- Hij had de bijnaam "Sfinx" vanwege zijn onverstoorbaar handelen.
- Jan Willem Loot was getrouwd met Winnie Sorgdrager